# Aleyn
Aleyn (fl. c. 1400) est un compositeur anglais dont deux des œuvres sont présentes dans le manuscrit Old Hall. Un Gloria (no 8, l'autre un Sarum Agnus Dei discantus (no 3, Old Hall, no 128, 
plus tard raturé, qui est attribué à W. Aleyn. Si cette inscription est correcte, l'identification de ce compositeur à Johannes Alanus, auteur du Sub Arturo Plebs, est erronée. David Fallows attribue cet agnus à William Typp, il semble cependant qu'il se trompe.

## Sources
- (en) Margaret Bent, « Aleyn », dans L. Macy (éd.), The New Grove Dictionary of Music and Musicians, vol. 29, Londres, Macmillan, 2001, 2e éd., 25 000 p. (ISBN 9780195170672, lire en ligne)